# 現代歌人集会賞
現代歌人集会賞（げんだいかじんしゅうかいしょう）は、現代歌人集会が主催する、新人の歌集を対象にした賞。2015年現在の選考委員は、大辻隆弘、林和清、安田純生、島田幸典、真中朋久、紺野万里、前田康子、中津昌子、岩尾淳子、松村正直、魚村晋太郎、永田淳。現代歌人集会が関西を拠点としているため、西日本地域（中部地方以西）在住者が主に対象となる。

## 歴代受賞者と受賞作
- 第1回（1975年）斎藤すみ子『劫初の胎』（反措定出版局）、浜田康敬『望郷篇』（白玉書房）
- 第2回（1976年）永田和宏『メビウスの地平』（茱萸叢書）
- 第3回（1977年）水落博『出発以後』（不識書院）
- 第4回（1978年）永井陽子『なよたけ拾遺』（短歌人会）
- 第5回（1979年）浜田陽子『夕紅の書』（桃林書房）、安森敏隆『沈黙の塩』（新風土社）
- 第6回（1980年）太田正一『風光る』（白玉書房）、蒔田律子『風景は翔んだ』（古径社）
- 第7回（1981年）百々登美子『草昧記』（砂子屋書房）、阿木津英『紫木蓮まで・風舌』（短歌研究社）
- 第8回（1982年）坂野信彦『銀河系』（雁書館）、引野収『冷紅―そして冬』（桃林書房）
- 第9回（1983年）東淳子『化野行』（石川書房）、水沢遙子『時の扉へ』（不識書院）
- 第10回（1984年）該当作なし
- 第11回（1985年）栗木京子『水惑星』（雁書館）
- 第12回（1986年）高倉レイ『薔薇を焚く』（不識書院）
- 第13回（1987年）對馬惠子『古文花押』（不識書院）、三宅霧子『黄金井川』（不識書院）
- 第14回（1988年）力身康子『石の眼』（不識書院）
- 第15回（1989年）櫟原聰『光響』（不識書院）、本土美紀江『ファジーの界』（短歌公論社）、源陽子『透過光線』（砂子屋書房）
- 第16回（1990年）香川ヒサ『テクネー』（角川書店）、筒井早苗『日のある時間』（石川書房）
- 第17回（1991年）小石薫『木枯しの陣』（ながらみ書房）、間鍋三和子『二月の坂』（短歌新聞社）
- 第18回（1992年）奈賀美和子『ふたつの耳』（川島書店）、林和清『ゆるがるれ』（書肆季節社）
- 第19回（1993年）該当作なし
- 第20回（1994年）中津昌子『風を残せり』（短歌新聞社）
- 第21回（1995年）辻喜夫『わかれみち』（ながらみ書房）
- 第22回（1996年）米満英男『遊歌之巻』（雁書館）
- 第23回（1997年）池田はるみ『妣が国　大阪』（本阿弥書店）
- 第24回（1998年）大辻隆弘『抱擁韻』（砂子屋書房）、坂出裕子『日高川水游』（柊書房）
- 第25回（1999年）沢田英史『異客』（柊書房）
- 第26回（2000年）大塚ミユキ『野薔薇のカルテ』（短歌研究社）
- 第27回（2001年）万造寺ようこ『うしろむきの猫』（青磁社）
- 第28回（2002年）島田幸典『no news』（砂子屋書房）
- 第29回（2003年）小谷陽子『ふたごもり』（砂子屋書房）
- 第30回（2004年）魚村晋太郎『銀耳』（砂子屋書房）
- 第31回（2005年）山下泉『光の引用』（砂子屋書房）
- 第32回（2006年）川本千栄『青い猫』（砂子屋書房）
- 第33回（2007年）小川佳世子『水が見ていた』（ながらみ書房）
- 第34回（2008年）紺野万里『星状六花』（短歌研究社）、澤村斉美『夏鴉』（砂子屋書房）
- 第35回（2009年）永田淳『1/125秒』（ふらんす堂）、森井マスミ『ちろりに過ぐる』（短歌研究社）
- 第36回（2010年）笠井朱美『草色気流』（砂子屋書房）
- 第37回（2011年）黒田瞳『水のゆくへ』（砂子屋書房）、福井和子『花虻』（角川学芸出版）
- 第38回（2012年）近藤かすみ『雲ケ畑まで』（六花書林）
- 第39回（2013年）大森静佳『てのひらを燃やす』（角川学芸出版）
- 第40回（2014年）楠誓英『青昏抄』（現代短歌社）、沙羅みなみ『日時計』（青磁社）
- 第41回（2015年）土岐友浩『Bootleg』（書肆侃侃房）
- 第42回（2016年）虫武一俊『羽虫群』（書肆侃侃房）
- 第43回（2017年）大室ゆらぎ『夏野』（青磁社）
- 第44回（2018年）山下翔『温泉』（現代短歌社）
- 第45回（2019年）藪内亮輔『海蛇と珊瑚』（角川文化振興財団）
- 第46回（2020年）笠木拓『はるかカーテンコールまで』（港の人）
- 第47回（2021年）北辻一展『無限遠点』（青磁社）、笹川諒『水の聖歌隊』（書肆侃侃房）
- 第48回（2022年）竹中優子『輪をつくる』（角川文化振興財団）、田村穂隆『湖とファルセット』（現代短歌社）
- 第49回（2023年）菅原百合絵『たましひの薄衣』（書肆侃侃房）
- 第50回（2024年）堀静香『みじかい曲』（左右社）[3]